# Mingorría
Mingorría település Spanyolországban, Ávila tartományban. Mingorría Ávila, Cardeñosa, Peñalba de Ávila, Pozanco, Santo Domingo de las Posadas, Tolbaños és San Esteban de los Patos községekkel határos. Lakosainak száma 410 fő (2024).

## Népesség
A település népessége az utóbbi években az alábbiak szerint változott:
| Lakosok száma | 513  | 466  | 467  | 444  | 420  | 411  | 400  | 387  | 377  | 410  |
|               | 2001 | 2004 | 2006 | 2009 | 2011 | 2014 | 2016 | 2019 | 2021 | 2024 |